# Баскольський сільський округ (Майський район)
Баско́льський сільський округ (каз. Баскөл ауылдық округі, рос. Баскольский сельский округ) — адміністративна одиниця у складі Майського району Павлодарської області Казахстану. Адміністративний центр — село Басколь.
Населення — 1069 осіб (2021; 1325 у 2009, 1811 у 1999, 2366 у 1989).
Станом на 1989 рік існувала Куркольська сільська рада (села Бозша, Жанатлек, Караганда, Кизил-Курама, Комсомол, Талди). Села Караганда, Комсомол, Талди були ліквідовані 2004 року.

## Склад
До складу округу входять такі населені пункти:
| Населений пункт | Старі назви  | Населення, осіб (1989) | Населення, осіб (1999) | Населення, осіб (2009) | Населення, осіб (2021) |
| --------------- | ------------ | ---------------------- | ---------------------- | ---------------------- | ---------------------- |
| Басколь, село   | Кизил-Курама | 1646                   | 1204                   | 1108                   | 943                    |
| Бозша, село     | -            | 315                    | 229                    | 102                    | 72                     |
| Жанатлек, село  | -            | 324                    | 328                    | 115                    | 54                     |
| Караганда, село | -            | 21                     | 5                      | -                      | -                      |
| Комсомол, село  | -            | 47                     | 21                     | -                      | -                      |
| Талди, село     | -            | 13                     | 24                     | -                      | -                      |